# Fernando (cầu thủ bóng đá, sinh 1986)
Fernando Augusto Azevedo Pedreira (tiếng Trung: 費蘭度; sinh ngày 14 tháng 11 năm 1986), thường gọi Fernando hay Fernando Baiano, là một cầu thủ bóng đá người Brasil hiện tại thi đấu cho câu lạc bộ Giải bóng đá ngoại hạng Hồng Kông Kitchee.
Anh giành danh hiệu Cầu thủ xuất sắc nhất năm của Hồng Kông năm 2017.

## Danh hiệu

### Câu lạc bộ
Kitchee
- Giải bóng đá ngoại hạng Hồng Kông: 2016–17, 2017–18
- Hồng Kông Senior Shield: 2016–17
- Cúp bóng đá Hồng Kông: 2016–17, 2017–18
- Hồng Kông Sapling Cup: 2017–18
- Hong Kong League Cup: 2015–16

### Cá nhân
- Cầu thủ xuất sắc nhất năm: 2017